# Franciscus Bossinensis
Franciscus Bossinensis (* 2. Hälfte d. 15. Jh.; † nach 1511) war ein italienischer Arrangeur und Komponist von Lautenmusik, der in Venedig wirkte.

## Leben
Der Name Bossinensis deutet auf eine Herkunft aus Bosnien hin.
1509 und 1511 veröffentlichte er bei Petrucci in Venedig zwei Bücher mit insgesamt 126 Liedbearbeitungen und 46 Ricercare.
Ansonsten ist über sein Leben nichts bekannt.

## Werke
Die beiden bei Petrucci erschienenen Bücher mit Werken von Bossinensis tragen den Titel "Tenori e contrabassi intabulati col sopran in canto figurato per cantar e sonar col lauto".
Das erste Buch (Libro primo) enthält 70 Bearbeitungen von Frottole, die sich alle bis auf eine (es ist dies „De che parlera piu la lingua mia“ von M. Cara) in den zwischen 1504 und 1508 ebenfalls bei Petrucci gedruckten Frottole-Büchern I-IX nachweisen lassen. Von den 56 Liedern im Libro Secondo sind für wenig mehr als ein Dutzend keine Vorlagen auffindbar, Joan Wess nimmt aber an, dass sich diese im (verschollenen) X. Frottole-Buch befunden haben könnten.
Die von Bossinensis angefertigten Bearbeitungen erfolgen bis auf wenige Ausnahmen immer nach dem gleichen Muster, indem die in der Regel vierstimmigen Vorlagen auf drei Stimmen reduziert werden. Dabei werden die beiden tiefen Stimmen intabuliert und der Laute zugeordnet, der Alt weggelassen und die Melodie (Sopran) in Mensuralnotation darüber gesetzt.
Die Ricercare (26 im ersten, 20 im zweiten Buch) können als Vor- oder Nachspiele zu den Liedern dienen; eine Tabelle im Inhaltsverzeichnis gibt darüber Aufschluss, welche Ricercare zu welchen Frottole passen.